# درخت آآ
یک درخت AA در علوم کامپیوتر، نوعی از درخت جستجوی دودویی خود متوازن است که مورد استفاده آن در ذخیره‌سازی و بازیابی اطلاعات مرتب شده، به صورت بهینه و مناسب است. دلیل نامگذاری درخت AA، کاشفان آن، یعنی Arne Andersson می‌باشد.
درخت‌های AA یک نوع درخت سرخ-سیاه(red-black) هستند، که به نوبه خود تعمیمی بر درخت جستجوی دودویی محسوب می‌شوند.
برخلاف درختان سرخ-سیاه(red-black)، در درخت AA، گره‌های قرمز فقط می‌توانند به عنوان فرزند سمت راست اضافه شوند. به عبارت دیگر هیچ گره قرمزی نمی‌تواند به عنوان فرزند سمت چپ انتخاب شود.
این باعث می‌شود که در شبیه‌سازی یک درخت ۲-۳ به جای یک درخت ۴-۳-۲، در ساده‌سازی عملیات‌های نگهداری بسیار کمک کند.
الگوریتم‌های نگهداری برای یک درخت سرخ-سیاه(red-black) به هفت شکل متفاوت زیر، برای متعادل نگه کردن درخت، در نظر گرفته می‌شوند:
در صورتی که در یک درخت AA، فقط کافی است که به دو شکل زیر در نظر گرفته شود و علت آن هم این است که تنها لینک‌های سمت راست می‌توانند به رنگ قرمز باشند:

## دوران‌های متعادل
از آنجایی که درخت‌های سرخ-سیاه به یک بیت از فراداده‌های هر گره (رنگ) برای متعادل ساز ی نیاز دارند، درخت‌های AA به پیچیدگی محاسباتی log N بیت از فراداده‌های هر گره نیاز دارد، به صورت یک عدد طبیعی به نام «سطح».
یک درخت AA دارای ویژگی‌های زیر است:
1. سطح هر برگ برابر یک است.
2. سطح هر فرزند سمت چپ دقیقاً یکی کمتر از والد خود است.
3. سطح هر فرزند سمت راست، برابر یا یکی کمتر از والد خود است.
4. سطح هر نوه سمت راست، اکیداً کمتر از جد خود است.
5. هر گره از سطح بیشتر از یک دو فرزند دارد.

لینکی (یال) که در آن سطح یک فرزند با سطح والد خود برابر باشد را لینک (یال) افقی می‌نامند و مشابه آن لینک قرمز در درخت سرخ-سیاه است. تک یال‌های افقی به سمت راست مجاز ولی یال‌های متوالی غیرمجاز هستند. این‌ها محدودیت‌های بیشتری (در درخت AA) هستند از محدودیت‌های مشابه، در درخت سرخ-سیاه، با این نتیجه که متعادل‌سازی مجدد یک درخت AA بسیار ساده‌تر از درخت سرخ-سیاه است.
درج کردن و حذف کردن در درخت AA به صورت موقتی آن را نامتعادل می‌کند (که باعث می‌شود با ویژگی‌های آن در تضاد باشد). تنها دو عملیات مجزا نیاز است تا درخت را مجدداً متعادل سازیم:
“skew” (مورب) و ”split” (شکاف).
مورب (skew) یک دوران به سمت راست است که منجر به جایگزاری یک زیر درخت، شامل یک یال افقی به سمت چپ، با، یک زیر درخت، شامل یک یال افقی به سمت راست، می‌شود.
شکاف (split) یک دوران به سمت چپ و افزاینده سطح است که یک زیر درخت، شامل دو یا بیشتر از دو یال افقی متوالی به سمت راست، را با یک زیر درخت، شامل دو یا کمتر از دو یال افقی متوالی به سمت راست، جایگزین می‌کند.
پیاده‌سازی «متعادل نگه داشتن» درج کردن و حذف کردن، توسط عملگرهای مورب (skew) و شکاف (split) ساده‌سازی شده است، تا فقط در صورت نیاز اصلاح درخت صورت گیرد، به جای اینکه صدا زننده‌های آن انتخاب کنند که مورب صورت بگیرد یا شکاف.
```
 
'''function'''
 
skew
 
'''is'''

     
'''input:'''
 
T
,
 
a
 
node
 
representing
 
an
 
AA
 
tree
 
that
 
needs
 
to
 
be
 
rebalanced
.

     
'''output:'''
 
Another
 
node
 
representing
 
the
 
rebalanced
 
AA
 
tree
.

     
'''if'''
 
nil
(
T
)
 
'''then'''

         
'''return'''
 
Nil

     
'''else if'''
 
nil
(
left
(
T
))
 
'''then'''

         
'''return'''
 
T

     
'''else if'''
 
level
(
left
(
T
))
 
==
 
level
(
T
)
 
'''then'''

         
''
Swap
 
the
 
pointers
 
of
 
horizontal
 
left
 
links
.
 
''

         
L
 
=
 
left
(
T
)

         
left
(
T
)
 
:=
 
right
(
L
)

         
right
(
L
)
 
:=
 
T

         
'''return'''
 
L

     
'''else'''

         
'''return'''
 
T

     
'''end if'''

 
'''end function'''

```

Skew: 
```
 
'''function'''
 
split
 
'''is'''

     
'''input:'''
 
T
,
 
a
 
node
 
representing
 
an
 
AA
 
tree
 
that
 
needs
 
to
 
be
 
rebalanced
.

     
'''output:'''
 
Another
 
node
 
representing
 
the
 
rebalanced
 
AA
 
tree
.

     
'''if'''
 
nil
(
T
)
 
'''then'''

         
'''return'''
 
Nil

     
'''else if'''
 
nil
(
right
(
T
))
 
'''or'''
 
nil
(
right
(
right
(
T
)))
 
'''then'''

         
'''return'''
 
T

     
'''else if'''
 
level
(
T
)
 
==
 
level
(
right
(
right
(
T
)))
 
'''then'''

         
''
We
 
have
 
two
 
horizontal
 
right
 
links
.
  
Take
 
the
 
middle
 
node
,
 
elevate
 
it
,
 
and
 
return
 
it
.
 
''

         
R
 
=
 
right
(
T
)

         
right
(
T
)
 
:=
 
left
(
R
)

         
left
(
R
)
 
:=
 
T

         
level
(
R
)
 
:=
 
level
(
R
)
 
+
 
1

         
'''return'''
 
R

     
'''else'''

         
'''return'''
 
T

     
'''end if'''

 
'''end function'''

```

Split: 

## درج کردن
عملیات درج کردن با جستجوی دودویی درخت (به صورت معمولی) و پروسهٔ درج کردن آغاز می‌شود.
هنگامی که پشته صدا زده می‌شود (یک پیاده‌سازی بازگشتی از جستجو را متصور باشید)، به سادگی می‌توان صحت درخت را بررسی کرد و در صورت نیاز هر گونه دوران، دوران انجام داد.
اگر یک یال افقی به سمت چپ ظاهر شود، عملیات مورب (skew) انجام می‌گیرد، و اگر دو یال افقی به سمت راست ظاهر شود، عملیات شکاف (split) انجام می‌پذیرد، و احتمالاً افزایش سطح گره ریشه جدید از زیر درخت کنونی. توجه کنید که در کد بالا، برای سطح ریشه T همین اتفاق افتاد. این باعث می‌شود که چک کردن صحت درخت برای اصلاح از برگ‌ها به بالا، اهمیت پیدا کند.
```
 
'''function'''
 
insert
 
'''is'''

     
'''input:'''
 
X
,
 
the
 
value
 
to
 
be
 
inserted
,
 
and
 
T
,
 
the
 
root
 
of
 
the
 
tree
 
to
 
insert
 
it
 
into
.

     
'''output:'''
 
A
 
balanced
 
version
 
T
 
including
 
X
.

     
''
Do
 
the
 
normal
 
binary
 
tree
 
insertion
 
procedure
.
 
Set
 
the
 
result
 
of
 
the
''

     
''
recursive
 
call
 
to
 
the
 
correct
 
child
 
in
 
case
 
a
 
new
 
node
 
was
 
created
 
or
 
the
''

     
''
root
 
of
 
the
 
subtree
 
changes
.
 
''

     
'''if'''
 
nil
(
T
)
 
'''then'''

         
''
Create
 
a
 
new
 
leaf
 
node
 
with
 
X
.
 
''

         
'''return'''
 
node
(
X
,
 
1
,
 
Nil
,
 
Nil
)

     
'''else if'''
 
X
 
<
 
value
(
T
)
 
'''then'''

         
left
(
T
)
 
:=
 
insert
(
X
,
 
left
(
T
))

     
'''else if'''
 
X
 
>
 
value
(
T
)
 
'''then'''

         
right
(
T
)
 
:=
 
insert
(
X
,
 
right
(
T
))

     
'''end if'''

     
''
Note
 
that
 
the
 
case
 
of
 
X
 
==
 
value
(
T
)
 
is
 
unspecified
.
 
As
 
given
,
 
an
 
insert
''

     
''
will
 
have
 
no
 
effect
.
 
The
 
implementor
 
may
 
desire
 
different
 
behavior
.
 
''

     
''
Perform
 
skew
 
and
 
then
 
split
.
 
The
 
conditionals
 
that
 
determine
 
whether
 
or

     
''
not
 
a
 
rotation
 
will
 
occur
 
or
 
not
 
are
 
inside
 
of
 
the
 
procedures
,
 
as
 
given
''

     
''
above
.
 
''

     
T
 
:=
 
skew
(
T
)

     
T
 
:=
 
split
(
T
)

     
'''return T'''

 
'''end function'''

```

## حذف کردن
در اکثر درختان دودویی متعادل، حذف کردن یک گره داخلی، قابل تغییر به حذف یک برگ است، که بوسیله جابجایی گره داخلی با، یا نزدیک‌ترین جدش، یا نزدیک‌ترین جانشین اش (نوه اش)، انجام می‌گیرد که به اینکه چه چیزی در درخت است یا به اجراکننده آن وابسته است. بازیابی یک جد، به سادگی دنبال کردن یک یال به سمت چپ و سپس دنبال کردن تمام یال‌های به سمت راست است. به‌طور مشابه، یک جانشین (نوه) با رفتن یک گام به راست و رفتن به چپ، تا جایی که به اشاره گر تهی برسیم، قابل یافتن است. به دلیل خاصیت درخت AA (اینکه تمام گره‌های دارای سطح بیشتر از یک، دو فرزند دارند) گره جد و نوه در سطح یک باشد که حذف آن را بدیهی می‌سازد.
برای دوباره متعادل‌سازی یک درخت چند رویکرد وجود دارد. روشی که توسط Andersson در مقاله‌اش original paper توصیف شده است، ساده‌ترین است، و اینجا هم شرح داده شده‌است. هر چند پیاده‌سازی‌های عملی ممکن است رویکرد بهینه تری داشته باشند. بعد از هر حذف اولین گام برای حفظ صحت درخت، این است که سطح هر گره‌ای که بچه‌هایش دو سطح پایین ترش باشند یا بچه نداشته باشد کاهش داده شود. این رویکرد به این علت مورد علاقه است که در دید کلی سه گام مجزای قابل فهم دارد:
1. اگر مناسب است، سطح را کاهش بده
2. سطح را مورب (skew) کن
3. سطح را شکاف (split) ده

البته اینبار به جای یک گره باید کل سطح را مورب (skew) کنیم یا شکاف (split) دهیم که باعث پیچیدگی کدمان می‌شود.
```
 
'''function'''
 
delete
 
'''is'''

     
'''input:'''
 
X
,
 
the
 
value
 
to
 
delete
,
 
and
 
T
,
 
the
 
root
 
of
 
the
 
tree
 
from
 
which
 
it
 
should
 
be
 
deleted
.

     
'''output:'''
 
T
,
 
balanced
,
 
without
 
the
 
value
 
X
.

     
'''if'''
 
nil
(
T
)
 
'''then'''

         
return
 
T

     
'''else if'''
 
X
 
>
 
value
(
T
)
 
'''then'''

         
right
(
T
)
 
:=
 
delete
(
X
,
 
right
(
T
))

     
'''else if'''
 
X
 
<
 
value
(
T
)
 
'''then'''

         
left
(
T
)
 
:=
 
delete
(
X
,
 
left
(
T
))

     
'''else'''

         
''
If
 
we
're a leaf, easy, otherwise reduce to leaf case. ''

         
'''if'''
 
leaf
(
T
)
 
'''then'''

             
return
 
Nil

         
'''else if'''
 
nil
(
left
(
T
))
 
'''then'''

             
L
 
:=
 
successor
(
T
)

             
right
(
T
)
 
:=
 
delete
(
value
(
L
),
 
right
(
T
))

             
value
(
T
)
 
:=
 
value
(
L
)

         
'''else'''

             
L
 
:=
 
predecessor
(
T
)

             
left
(
T
)
 
:=
 
delete
(
value
(
L
),
 
left
(
T
))

             
value
(
T
)
 
:=
 
value
(
L
)

         
'''end if'''

     
'''end if'''

     
''
Rebalance
 
the
 
tree
.
 
Decrease
 
the
 
level
 
of
 
all
 
nodes
 
in
 
this
 
level
 
if

     
necessary
,
 
and
 
then
 
skew
 
and
 
split
 
all
 
nodes
 
in
 
the
 
new
 
level
.
 
''

     
T
 
:=
 
decrease_level
(
T
)

     
T
 
:=
 
skew
(
T
)

     
right
(
T
)
 
:=
 
skew
(
right
(
T
))

     
'''if not'''
 
nil
(
right
(
T
))

         
right
(
right
(
T
))
 
:=
 
skew
(
right
(
right
(
T
)))

     
'''end if'''

     
T
 
:=
 
split
(
T
)

     
right
(
T
)
 
:=
 
split
(
right
(
T
))

     
return
 
T

 
'''end function'''

```

```
 
'''function'''
 
decrease_level
 
'''is'''

     
'''input:'''
 
T
,
 
a
 
tree
 
for
 
which
 
we
 
want
 
to
 
remove
 
links
 
that
 
skip
 
levels
.

     
'''output:'''
 
T
 
with
 
its
 
level
 
decreased
.

     
should_be
 
=
 
min
(
level
(
left
(
T
)),
 
level
(
right
(
T
)))
 
+
 
1

     
'''if'''
 
should_be
 
<
 
level
(
T
)
 
'''then'''

         
level
(
T
)
 
:=
 
should_be

         
'''if'''
 
should_be
 
<
 
level
(
right
(
T
))
 
'''then'''

             
level
(
right
(
T
))
 
:=
 
should_be

         
'''end if'''

     
'''end if'''

     
return
 
T

 
'''end function'''

```

یک مثال خوب از این الگوریتم در این آدرس Andersson paper موجود است.

## عمل‌کرد
عمل‌کرد یک درخت AA با عمل‌کرد یک درخت سرخ-سیاه معادل است. در حالی که درخت AA دوران‌های بیشتری نسبت به درخت سرخ-سیاه انجام می‌دهد، الگوریتم ساده‌تر سریعتر هم هست، و همه این‌ها منتج به یک عمل‌کرد مشابه می‌شود. یک درخت سرخ-سیاه عمل‌کرد پیوسته تری نسبت به درخت AA دارد، اما درخت AA به علت مسطح بودن، کمی جستجوی سریعتر دارد.

## مطالب مشابه
- درخت سرخ-سیاه
- درخت بی
- درخت ای‌وی‌ال
- درخت قربانی